# Mario Lanzi
Mario Lanzi (ur. 10 października 1914 w Castelletto sopra Ticino, zm. 21 lutego 1980 w Schio) – włoski lekkoatleta średniodystansowiec, medalista olimpijski i dwukrotny medalista mistrzostw Europy.
Specjalizował się w biegu na 800 metrów. Na mistrzostwach Europy w 1934 w Turynie zdobył w tej konkurencji srebrny medal (zwyciężył Miklós Szabó z Węgier). Podobnie zajął 2. miejsce na 800 metrów na igrzyskach olimpijskich w 1936 w Berlinie (pokonał go Amerykanin John Woodruff). Na igrzyskach tych startował również w biegu na 400 metrów (odpadł w półfinale) i w sztafecie 4 × 400 metrów (odpadła w eliminacjach).
Na mistrzostwach Europy w 1938 w Paryżu Lanzi zdobył brązowy medal w biegu na 800 metrów, a sztafeta 4 × 400 metrów z jego udziałem zajęła 5. miejsce).
Sławne były pojedynki biegowe Lanziego z Rudolfem Harbigiem. 15 lipca 1939 w Mediolanie startowali w biegu na 800 metrów. Lanzi swoim zwyczajem ostro poprowadził (400 metrów przebiegł w 52,4 s) i był na 1. miejscu jeszcze na 100 m przed metą, ale Harbig wyprzedził go końcowym sprintem i ustanowił znakomity jak na tamte czasy rekord świata wynikiem 1:46,6. Czas Lanziego – 1:49,0 – był jego rekordem życiowym i ówczesnym rekordem Włoch.
Lanzi zdobywał mistrzostwo Włoch w biegu na 800 metrów w latach 1934–1936, 1938, 1939, 1942, 1943 i 1946, w biegu na 400 metrów  w latach 1937 i 1940–1943, w sztafecie 4 × 400 metrów w latach 1935, 1937–1939 i 1941, w sztafecie 4 × 100 metrów w 1940 oraz w sztafecie 4 × 1500 metrów w 1935 i 1936.
Sześciokrotnie poprawiał rekord kraju na 400 metrów, 4 razy – na 800 metrów, również trzykrotnie ustanawiał rekord Włoch w sztafecie 4 × 400 metrów, biegnąc za każdym razem na ostatniej, czwartej zmianie.

## Rekordy życiowe
- bieg na 400 metrów – 46,7 (1939)
- bieg na 800 metrów – 1:49,0 (1939)